# Матусівка
Матусівка — село в Україні, у Мар'янівській сільській громаді Новоукраїнського району Кіровоградської області. Населення становить 149 осіб. Орган місцевого самоврядування — Мар'янівська сільська рада.

## Населення
За переписом населення України 2001 року в селі мешкало 148 осіб.

### Мова
Розподіл населення за рідною мовою за даними перепису 2001 року:
| Мова       | Відсоток |
| ---------- | -------- |
| українська | 95,30 %  |
| білоруська | 2,68 %   |
| російська  | 1,34 %   |
| молдовська | 0,67 %   |